# ملعون (فلم)
ملعون (بالإنجليزية: Cursed) هو فيلم رعب كوميدي أمريكي من إخراج ويس كرافن وكتابة كيفين ويليامسون ومن بطولة كرستينا ريتشي، جوشوا جاكسون، جيسي آيزينبيرغ، جودي جرير وسكوت بايو، صدر الفيلم في 25 فبراير 2005.

## روابط خارجية
مقالات تستعمل روابط فنية بلا صلة مع ويكي بيانات